# رایشنشواند
رایشنشواند (به آلمانی: Reichenschwand) یک شهر در آلمان است که در نورنبرگر لاند واقع شده‌است.